# Kākah Jūb
Kākah Jūb (persiska: كاكه جوب, كاكِه جوب, كاكِه جو, كاكا جوب) är en ort i Iran.   Den ligger i provinsen Kurdistan, i den nordvästra delen av landet, 400 km väster om huvudstaden Teheran. Kākah Jūb ligger 1 777 meter över havet och antalet invånare är 289.
Terrängen runt Kākah Jūb är platt åt sydväst, men åt nordost är den kuperad. Runt Kākah Jūb är det ganska tätbefolkat, med 58 invånare per kvadratkilometer. Närmaste större samhälle är Dehgolān, 13,2 km söder om Kākah Jūb. Trakten runt Kākah Jūb består i huvudsak av gräsmarker.